# Uğurludağ (district)
Uğurludağ is een Turks district in de provincie Çorum en telt 9.163 inwoners (2007). Het district heeft een oppervlakte van 549,1 km². Hoofdplaats is Uğurludağ.
De bevolkingsontwikkeling van het district is weergegeven in onderstaande tabel.
| 1997   | 2000   | 2007  |
| ------ | ------ | ----- |
| 17.688 | 16.265 | 9.163 |